# Michał Krukowski (1919–1990)

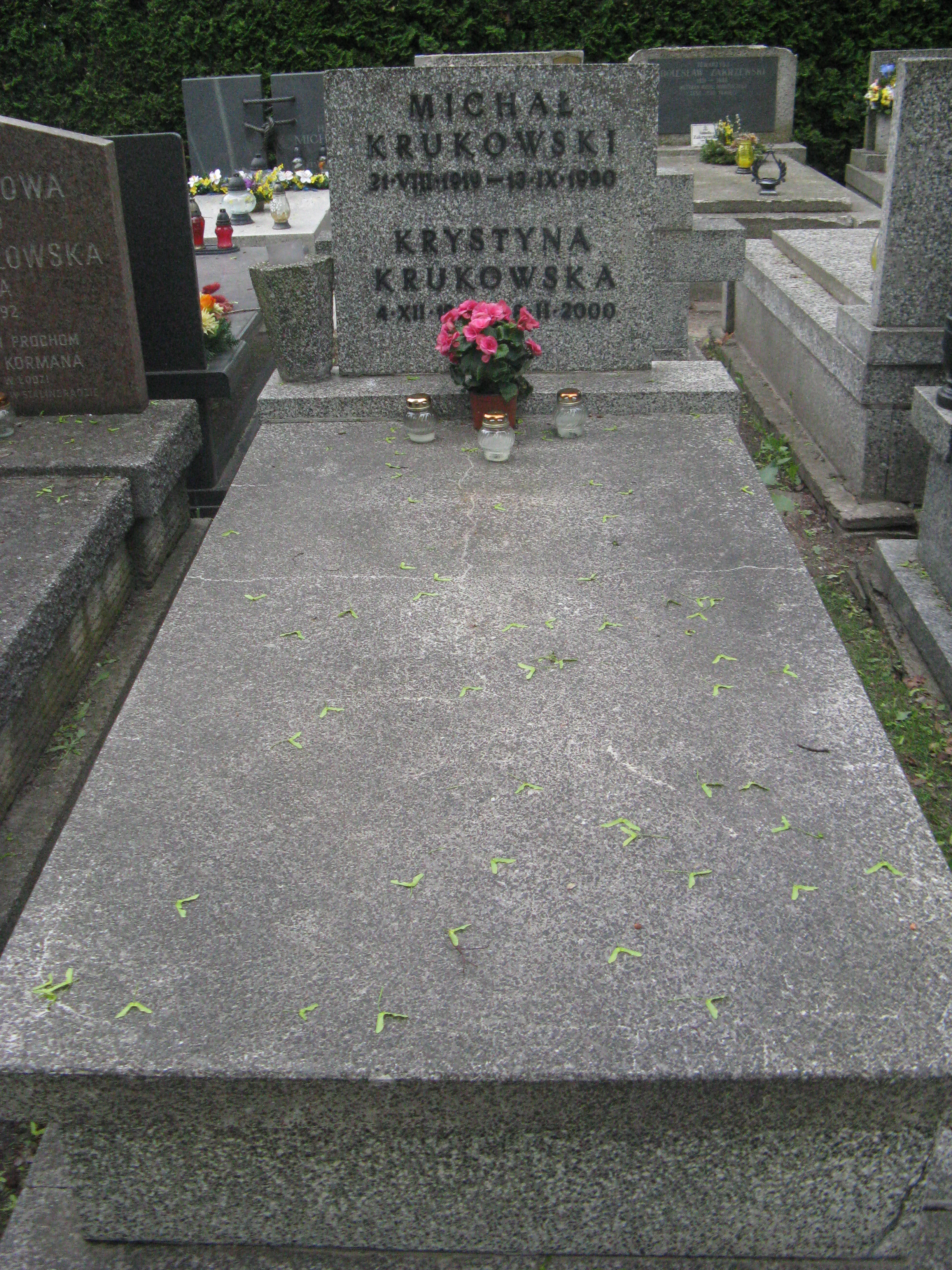
Grób Michała Krukowskiego na Cmentarzu Wojskowym na Powązkach

Michał Zdzisław Krukowski (ur. 21 sierpnia 1919 w Warszawie, zm. 13 września 1990 w Warszawie) – polski ekonomista i polityk, przewodniczący Komitetu Pracy i Płac w latach 1968–1972.

## Życiorys
Syn Michała i Franciszki. Ukończył studia w Szkole Głównej Planowania i Statystyki w Warszawie. Przed wojną był urzędnikiem w towarzystwie ubezpieczeniowym, w czasie wojny przebywał na robotach przymusowych w Niemczech. W latach 1945–1948 księgowy w Hucie Szkła „Szczakowa”, następnie do 1949 kierownik wydziału w Zarządzie Głównym Związku Zawodowego w Sosnowcu W okresie 1950–1968 sekretarz komisji ekonomicznej Centralnej Rady Związków Zawodowych.
Należał od 1947 do Polskiej Partii Robotniczej, następnie Polskiej Zjednoczonej Partii Robotniczej. W latach 1968–1972 był przewodniczącym Komitetu Pracy i Płacy w czwartym rządzie Józefa Cyrankiewicza oraz w rządzie Józefa Cyrankiewicza i Piotra Jaroszewicza. Od 1972 do 1981 wiceprezes Zakładu Ubezpieczeń Społecznych.
Otrzymał m.in. Order Sztandaru Pracy II klasy (1969), Srebrny Krzyż Zasługi (1955) oraz Medal 10-lecia Polski Ludowej (1955).
Pochowany na cmentarzu Powązki Wojskowe w Warszawie (kwatera B3 tuje-3-8).